# Oberndorf (Gemeinde Zwettl-Niederösterreich)

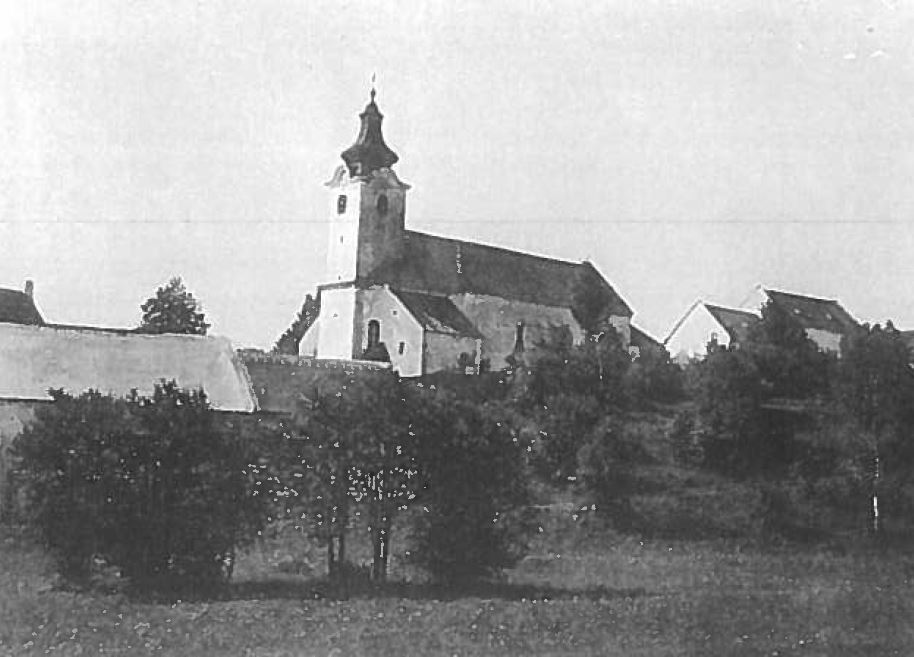
Pfarrkirche Oberndorf (vor 1911)

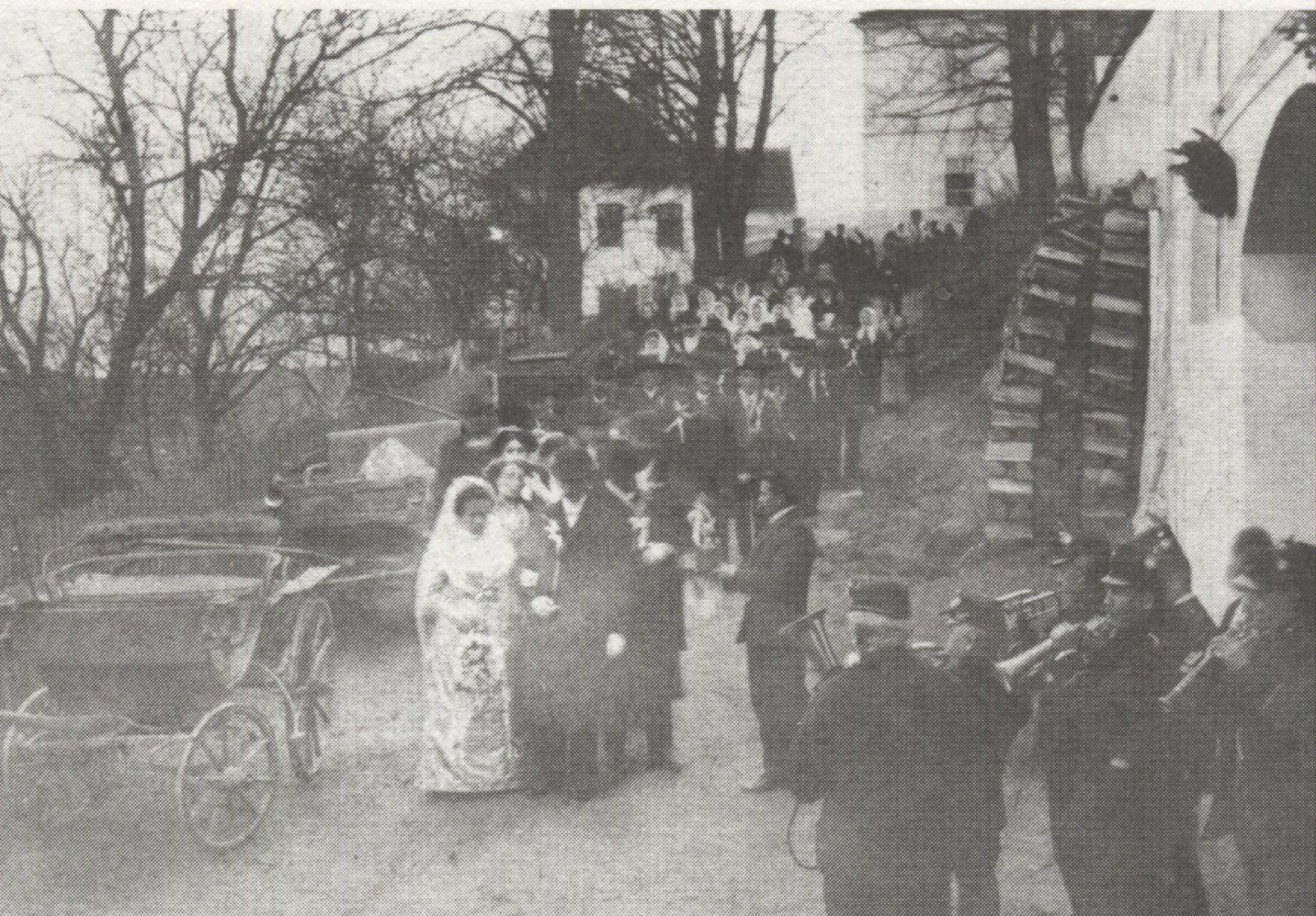
Hochzeitszug vor der Pfarrkirche Oberndorf (vor 1914)

Oberndorf ist eine ehemalige Ortschaft und ehemalige Gemeinde in Niederösterreich, die bei der Schaffung des Truppenübungsplatzes Döllersheim ab 1938 abgesiedelt und aufgelöst wurde. Seit dem 1. Jänner 1964 ist sie eine einwohnerlose Katastralgemeinde der Gemeinde Zwettl-Niederösterreich mit einer Fläche von 4,86 km². Die Ortschaft ist seit der Auflösung eine Wüstung.

## Lage
Das nur nordseitig verbaute Straßendorf Oberndorf lag in einer Höhe von etwa 580 m. Kirche, Pfarrhof, Schule und Gasthaus lagen auf einer Anhöhe etwa 1 km südlich zwischen dem Ort und dem Nachbarort Oberplöttbach weiter im Süden. Die Kirche () war umgeben vom Friedhof und von alten Laubbäumen. Die Gebäude um die Kirche bildeten ein markantes Ensemble. Am Fuße des Kirchhügels lag das „Brünnl“, das zur Heilung von Augenleiden aufgesucht wurde.

## Geschichte
Oberndorf wird erstmals 1150 in der Tauschurkunde zwischen Bischof Konrad von Passau und Heinrich von Kamegg erwähnt. Ein Gebehart von Oberndorf scheint 1170 in einer Urkunde des Nizo von Gloggenice (Großglobnitz) als Zeuge auf. Dessen Besitz ging auf Ulrich von Schönleuthen über, der ihn 1292 dem Stift Melk übergab. Gerrad Gogman, ein Lehnsmann des Hadmar von Ottenstein, verkaufte vor 1283 ein Lehen in Oberndorf an das Stift Zwettl. Das Rentenbuch des Stiftes weist um 1320 in Oberndorf zwei Lehen aus. Landgericht, Orts- und Grundobrigkeit über Oberndorf gehörten bis zur Aufhebung der Leibeigenschaft zur Herrschaft Allentsteig.
Im Jahre 1661 trat das Stift Melk das Patronat an Joachim Freiherr von Windhag ab, worauf Oberndorf 1662 mit Großpoppen vereinigt wurde. Es wurde erst unter Kaiser Josef II. wieder selbstständige Pfarre. Der Sitz des gemeinsamen Pfarrers war bis 1757 in Großpoppen.
Auszug aus dem Topographischen Landschematismus von 1795, der für die Grundbuchsuche von 1740 bis 1850 verwendet wurde:
| Ortschaft:         | Oberndorf O.M.B. unweit Döllersheim |
| Stadt, Markt, Ort: | ein Dorf mit einer Pfarre           |
| Häuser:            | 24                                  |
| Poststation:       | Zwettl                              |
| Pfarre:            | Oberndorf                           |
| Wehrbezirk:        | Großherzog Ferdinand Toskana        |
| Landgericht:       | Allentsteig                         |
| Ortsobrigkeit:     | Allentsteig                         |
| Grundherrschaft:   | Allentsteig, Stift Zwettl           |

Laut Adressbuch von Österreich waren im Jahr 1938 in der Ortsgemeinde Oberndorf ein Gastwirt, eine Gemischtwarenhändlerin, ein Schneider, ein Schuster, ein Steinmetzmeister, ein Tischler und ein Viehhändler ansässig.

### Gemeinde
Die Gemeinde umfasste die Katastralgemeinden Hörmanns, Oberndorf und Oberplöttbach. Die Ortschaft zählte 1854 218 Einwohner, die Gemeinde insgesamt 580 Einwohner.

### Wallfahrtsort Oberndorf
Die Oberndorfer Pfarrkirche St. Vitus stammt noch aus romanischer Zeit, in den Längsmauern waren die romanischen Fenster zugemauert worden. Ab 1350 wurde die Kirche mit gotischen Fenstern und einer gotischen Orgelempore verändert. Bald nach 1662 ließ Joachim Freiherr von Windhag die „bawfällige Pfarrkirche zu Oberndorf sambt der Fretof-Maur im Gebäw gantz renovieren und anstatt des alten abkommenen Hochaltars von neuem einen absonderlichen aufrichten“. 1767 entstand in Oberndorf eine Wallfahrt zu einer Nachbildung des Mariazeller Mariengnadenbildes, Oberndorf erhielt den Wallfahrtsnamen „Klein Mariazell“ und wurde zu einer stark besuchten Wallfahrtsstätte.
Der Pfarrer übersiedelte von Großpoppen zurück nach Oberndorf, und Ende des 18. Jahrhunderts mussten zwei Kooperatoren helfen, den Ansturm der Wallfahrer zu bewältigen. So sollen innerhalb von 13 Jahren etwa 120.000 Pilger nach Oberndorf gekommen sein. Die Kirche war eine beliebte Hochzeitskirche für Paare aus der näheren und weiteren Umgebung. 1861 erhielt Oberndorf aus der Kapelle des Schlosses Neunzen einen Altar (5 × 9 Schuh groß) und sechs Heiligenstatuen von 5 Schuhhöhe. 1767 wurde der Chor unter dem Turm vergrößert und der aufgestockte Turm mit einem Barockhelm gedeckt.

### Brünnlkapelle
1888 wurde gegenüber dem Aufgang zur Kirche am Fuße des Kirchenberges und jenseits des Plöttbaches die Brünnlkapelle erbaut (). Ihr Wasser galt als hilfreich gegen Augenleiden. Die Leute kamen von weit her, um das Brünnlwasser zu holen.
Zum Oberndorfer Brünnl ist eine Entstehungslegende überliefert:

„Da ist ein kleines Brünnl gewesen. Oben zur Kirche sind immer Wallfahrer gekommen. Nach der Messe sind sie immer hinunter in die Wiese und haben dort gejausnet und aus der Quelle Wasser getrunken. Das soll dem Besitzer des Grundes zuwider gewesen sein, weil die Wallfahrer immer seine Wiese ruiniert haben. Also hat er seine Notdurft in die Quelle verrichtet, damit man das Wasser nicht mehr trinken konnte. Daraufhin soll der Mann blind geworden sein. Und dann hat er ein Gelübde getan, wenn er wieder sehend wird wolle er über dem Brünnl eine Kapelle errichten. Und so war es dann.“

### Auflösung des Ortes 1940
800 Jahre nach ihrer Entstehung wurde die Pfarre Oberndorf mit den Ortschaften Oberplöttbach, Perweis, Steinberg und Kühbach durch das NS-Regime wegen der Errichtung eines Schießplatzes ausgelöscht. 932 Menschen aus 180 Häusern in der Pfarre Oberndorf verloren durch die Zwangsaussiedlung ihre Heimat. Der Räumungstermin für alle Orte der Pfarre war offiziell der 1. Oktober 1939, die Auflösung der Pfarre Oberndorf erfolgte allerdings erst mit 1. April 1940. Die Pfarre musste von Diözesanbischof Michael Memelauer aufgehoben werden. Die Diözese St. Pölten dürfte für die Pfarre eine Ablöse erhalten haben. Für die Grundstücke, auf denen Kirche und Friedhof lagen, erhielt die Diözese keinerlei Entschädigung, da – genauso wie in Großpoppen – die Windhag’sche Stipendienstiftung das Patronat innehatte und der Kirchenbesitz offensichtlich der Stiftung zugerechnet wurde.
Im Ort Oberndorf wurden 159 Personen aus 31 Häusern ausgesiedelt. Aus dem gesamten Bereich des Truppenübungsplatzes wurden 6847 Personen aus 1385 Häusern von 42 Orten ausgesiedelt. Die Häuser und die Kirche wurden aufgelassen und sind zum Großteil verwüstet.